# Telmatobius pefauri
Telmatobius pefauri är en groddjursart som beskrevs av Alberto Veloso och Linda Trueb 1976. Telmatobius pefauri ingår i släktet Telmatobius och familjen Ceratophryidae. IUCN kategoriserar arten globalt som akut hotad. Inga underarter finns listade i Catalogue of Life.